# Petr Sailer
Petr Sailer (* 18. September 1975 in Jindřichův Hradec, Tschechoslowakei) ist ein ehemaliger tschechischer Eishockeyspieler, der über viele Jahre beim HC České Budějovice in der tschechischen Extraliga unter Vertrag stand. Zwischen 2012 und 2016 gehörte er zum sportlichen Management des HC České Budějovice.

## Karriere
Petr Sailer erlernte das Eishockeyspiel im Alter von sechs Jahren in seiner Heimatstadt. Mit fünfzehn Jahren wechselte er in die Nachwuchsabteilung des HC České Budějovice, mit deren Juniorenmannschaft er 1993 tschechischer U18-Meister wurde. Anschließend gab der Angreifer in der Saison 1993/94, der ersten Spielzeit der tschechischen Extraliga, für den TJ Slovan Jindřichův Hradec aus seiner Heimatstadt sein Debüt im professionellen Eishockey. Daraufhin kehrte er für acht Jahre zum HC České Budějovice zurück, ehe er im Laufe der Saison 2002/03 zunächst entlassen wurde und eine Woche später beim HC Slavia Prag unterschrieb. Mit den Hauptstädtern gewann er in dieser Spielzeit erstmals die tschechische Meisterschaft.
Nach dem Titelgewinn mit dem HC Slavia Prag kehrte Sailer ein weiteres Mal nach České Budějovice zurück, mit dem er in der Saison 2003/04 in die zweitklassige 1. Liga abstieg. Aufgrund des Abstiegs entschloss sich Sailer zu einem Wechsel zu den Bílí Tygři Liberec, den er jedoch nach elf Spielen wieder verließ und zu seinem Stammverein zurückkehrte. Mit diesem schaffte er am Ende der Spielzeit 2004/05 den direkten Wiederaufstieg in die Extraliga und trug dazu insgesamt 30 Scorerpunkte bei. Zudem machte er sich einen Namen als zuverlässiger Penalty-Schütze.
Zu Beginn der Saison 2008/09 wurde Sailer an den HC Energie Karlovy Vary ausgeliehen, mit dem er zum zweiten Mal in seiner Laufbahn Meister wurde. Im Playoff-Finale schlug er dabei mit seiner neuen Mannschaft seinen Ex-Club HC Slavia Prag. Vor der Saison 2009/10 kehrte er zu seinem Stammverein HC České Budějovice zurück.
2010 kehrte er wiederum zum HC Energie Karlovy Vary, um ein Jahr später erneut einen Vertrag bei seinem Heimatverein zu unterschreiben. 2012 beendete er seine Karriere und arbeitete bis 2016 im sportlichen Management des Klubs.

## Erfolge und Auszeichnungen
- 1993 Tschechischer U18-Meister mit dem HC České Budějovice
- 2003 Tschechischer Meister mit dem HC Slavia Prag
- 2005 Aufstieg in die Extraliga mit dem HC České Budějovice
- 2009 Tschechischer Meister mit dem HC Energie Karlovy Vary